# درازماهی آبی
درازماهی آبی (نام علمی: Molva dypterygia) نام یک گونه از تیره روغن‌ماهیان است.